# Dana Zzyym

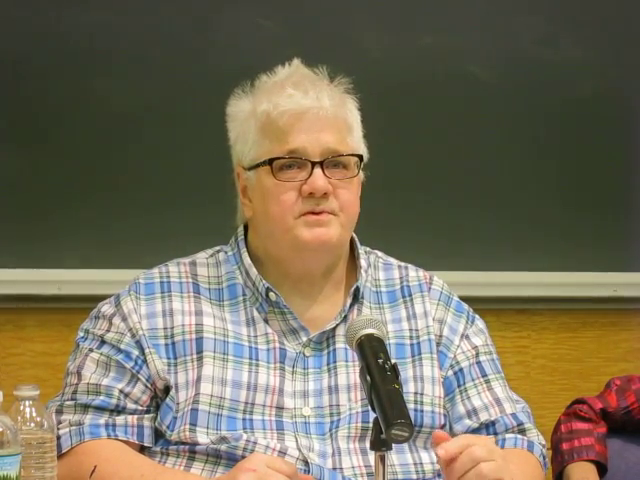
Dana Alix Zzyym (2016)

Dana Alix Zzyym (geboren 1958) ist eine US-amerikanische intergeschlechtliche Person, die als Aktivist und Veteran der US-Marine tätig ist. Nach einem sechsjährigen Rechtsstreit erhielt Zzyym als erster US-Bürger einen offiziellen US-Pass mit einer „X“-Geschlechtsmarkierung. Zzyym ist stellvertretende*r Direktor*in der „Intersex Campaign for Equality“. Zzyym ist des Weiteren nichtbinär und verwendet das geschlechtsneutrale they (ins Deutsche nicht übersetzbar).

## Frühes Leben
Zzyym wurde 1958 geboren. Aufgrund der Kindheit als Soldatenkind kam es für Zzyym nicht in Frage, als Jugendlicher mit dessen queeren Identität in Verbindung gebracht zu werden, da Homophobie in den Streitkräften weit verbreitet war. Zzyyms Eltern verheimlichten dessen Zuordnung als Intergeschlechtlicher, und Zzyym entdeckte die eigene Identität und die Operationen, die die Eltern genehmigt hatten, nach dem Dienst bei der Marine selbst. Im Jahr 1978 trat Zzyym als Maschinistenmaat in die Marine ein.

## Rechtsstreit
Als erster Veteran jemals beantragte Zzyym 2015 in der Klage Zzyym v. Blinken (ehemals Zzyym v. Pompeo, Zzyym v. Tillerson und Zzyym v. Kerry) einen US-Pass mit nichtbinärem Geschlecht. Angesichts der anhaltenden Weigerung des Außenministeriums, eine angemessene Geschlechtskennzeichnung anzuerkennen, gab ein Bundesgericht am 27. Juni 2017 dem Antrag auf Wiederaufnahme des Verfahrens statt. Am 19. September 2018 untersagte das US-Bezirksgericht für den Bezirk Colorado dem US-Außenministerium, den beantragten Reisepass unter Berufung auf seine Politik der binären Geschlechtsmarkierung zurückzuhalten. Im Februar 2021 erklärte das Außenministerium: „Die vollständige Integration der Änderung in seine Softwaresysteme würde etwa 24 Monate dauern und 11 Millionen Dollar kosten.“
Im Oktober 2021 erhielt Zzyym als erster US-Bürger jemals einen offiziellen US-Pass mit einem „X“-Geschlechtseintrag.